# Caravanserraglio di Rüstem Pascià
Il caravanserraglio di Rüstem Pascià (in turco Rüstem Paşa Kervansarayı) è un caravanserraglio ottomano della città di Edirne, in Turchia. Sorge nel centro storico della cittadina, a pochi metri dalla Moschea vecchia.

## Storia e descrizione
La struttura fu commissionata da Rüstem Pascià, gran visir del sultano Solimano il Magnifico, al celebre architetto Sinān per poter accogliere i mercanti e i viaggiatori che transitavano per Edirne. I lavori di costruzione iniziarono attorno al 1554. La struttura progettata da Sinan era un edificio a pianta rettangolare, con un cortile, anch'esso di forma rettangolare al centro. Successivamente, in epoca sconosciuta, fu aggiunta l'ala sinistra, di forma irregolare. La struttura subì alcuni danneggiamenti nel corso della guerra russo-turca del 1877-78 e durante l'occupazione bulgara del 1912-13. Tra il 1960 ed il 1964 il caravanserraglio venne completamente restaurato per poter accogliere al suo interno una struttura alberghiera che aprì i battenti nel 1972.
Il caravanserraglio, realizzato con un'alternanza di pietre e mattoni, presenta una pianta irregolare, frutto della successiva aggiunta dell'ala ovest e di una modifica minore nell'angolo nord-est. Solamente lungo il lato nord dell'edificio sono presenti al livello stradale una serie di botteghe e attività commerciali. Al suo interno la struttura si presenta divisa in due piani. Il primo è sormontato da un sistema di volte che sorreggono a loro volta il piano superiore, sormontato lungo tutto il perimetro da un doppio ordine di cupole.